# Direction générale des élections
Pour les articles homonymes, voir DGE.
La Direction générale des élections (DGE) est une organisation mise en place en juin 2025 pour organiser les élections en Guinée.

## Histoire
Après le Coup d'Etat du 5 septembre 2021, le CNRD, dans le décret  Décret D/2021/0261/PRG/CNRD/SGG du 30 décembre 2021 portant attributions et organisation du ministère de l'Administration du Territoire et de la Décentralisation, transfère les compétences de la CENI au Ministère de l'Administration du Territoire et de la Décentralisation,.

## Rôle
Crée le 14 juin 2025, par le président Mamadi Doumbouya, elle est dotée d'une autonomie financière, elle est placer sous l'autorité du ministre en charge de l'administration du territoire et de la décentralisation avec un statut équivalent à celui d'une direction de l'administration centrale.

## Mission
La Direction générale des élections (DGE)  a pour mission et attribution de la mise en œuvre de la politique du gouvernement en matière d'organisation et de gestion des élections et d'en assurer le suivi, à ce titre il est particulièrement ː 
- chargé d'élaborer les projets texte législatif et réglementaire en matière de gestion des élections veillé au respect des tests législatifs réglementaires en matière de gestion des élections ;
- élaborer les politiques de réforme et de gestion relatives aux élections et d'en assurer le suivi ;
- organiser les élections politiques et les référendums en république de Guinée appliquer et faire appliquer les dispositions du code électoral et de la loi fixant les modalités d'organisation du référendum constitutionnel ;
- établir réviser le fichier électoral biométrique sur la base du registre national de l'état civil et du registre national des personnes physiques de façon continue ;
- élaborer, mettre en œuvre la stratégie de communication d'information et de sensibilisation relative aux élections et au référendum ;
- concevoir et produire tous les documents électoraux ;
- participer à la création et à l'opérationnalisation d'une force spéciale de sécurisation des élections[7] ;
- collecter traiter diffuser l'information relative aux élections référendum et aux statistiques électorales ;
- procéder à la digitalisation des opérations électorales ;
- promouvoir l'équilibre entre les hommes et les femmes dans la gestion et la conduite du processus électoral ;
- procéder à la création et à l'opérationnalisation de la bibliothèque physique et virtuelle des élections ;
- acquérir gérer le matériel l'équipement et les documents électoraux ;
- organiser ou participer aux rencontres nationales internationales traitant des questions électorales ;
- représenter la république de Guinée dans les institutions sous-régionales régionales et internationales en lien avec les élections[8].

## Composition
La direction général des élections est composer de trois (3) services d'appuis ː
- un service des affaires financières ;
- un service communication relations publique ;
- un service documentation et archives.

## Liste des directeurs depuis 2025
| Année                       | Portrait | Prénom, Nom    | Structure d'origine  | Nationalité |
| --------------------------- | -------- | -------------- | -------------------- | ----------- |
| 22 juillet 2025 à nos jours |          | Djénabou Touré | Administrateur civil | Guinéenne   |